# Boys Ranch
 (juin 2018).
Boys Ranch est une census-designated place (CDP) américaine située dans le centre-sud des États-Unis, au Texas dans le Comté d'Oldham. Elle compte 69 habitants en 2016.

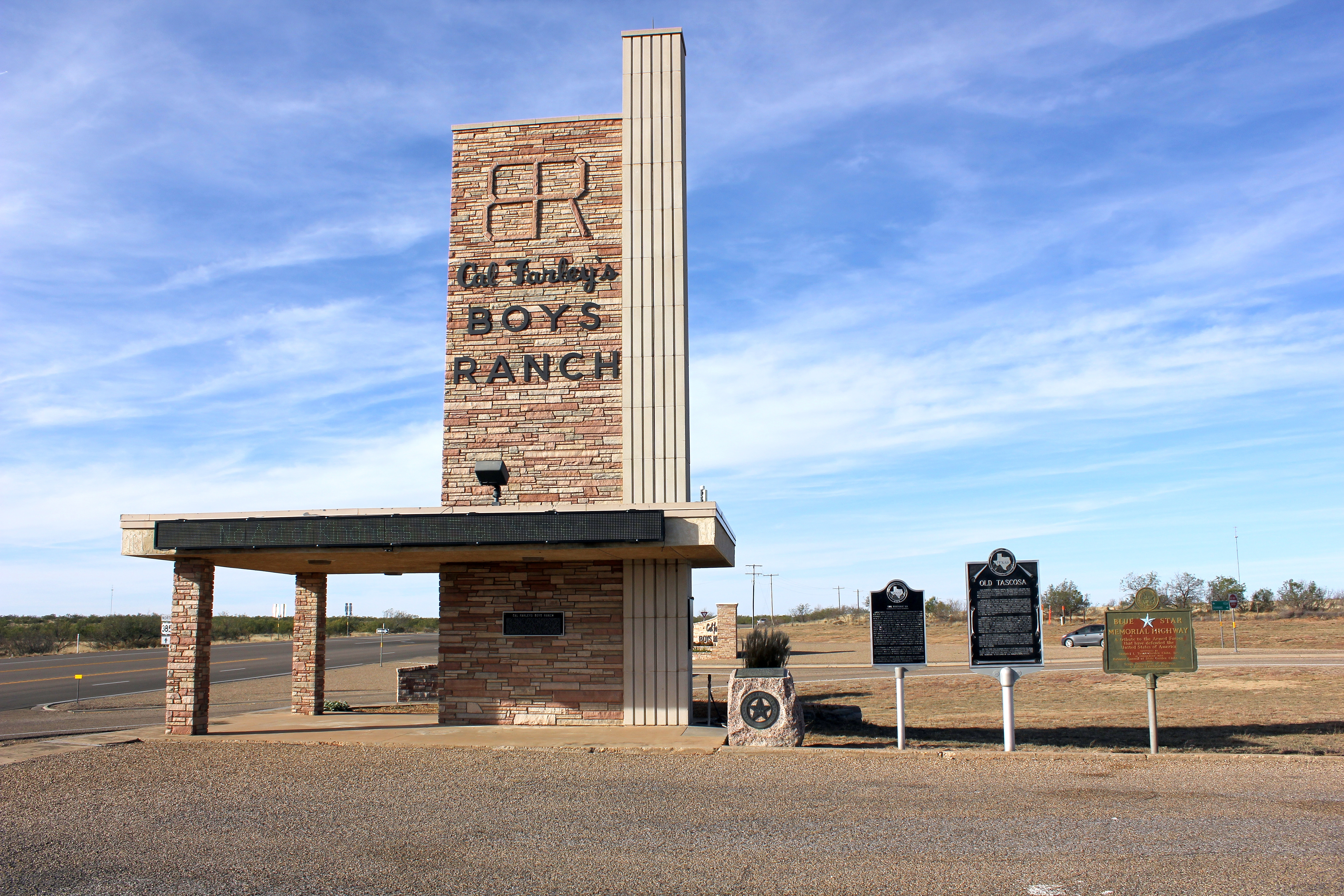

## Géographie
Boys Ranch se situe dans le nord-ouest de l'Etat du Texas. Elle possède un climat continental avec des hivers froids et des étés chauds.

## Démographie
Composition de la population de Boys Ranch (en %)
| Groupes                          | Boys Ranch | Texas | États-Unis |
| -------------------------------- | ---------- | ----- | ---------- |
| Blancs                           | 91,3       | 44,8  | 63,7       |
| Hispaniques et Latino-Américains | 5,85       | 37,6  | 16,7       |
| Afro-Américains                  | 1,4        | 11,9  | 12,6       |
| Asiatiques                       | 0          | 4     | 4,8        |
| Métis                            | 1,4        | 1,41  | 2,1        |
| Total                            | 100        | 100   | 100        |

### Origines ancestrales
La population de Boys Ranch se déclarent être d'origine:
- Allemande : 58 %
- Suisse : 23,3 %
- Néerlandaise : 14,4 %
- Britannique : 8 %
- Suédoise : 5,8 %
- Espagnole : 5,8 %
- Américaine : 1,4 %
- Italienne : 1,4 %

### Langues
D'après le Statistical Atlas de 2016, 90,6 % de la population déclarent parler l'anglais à la maison et 9,4 % déclarent parler le néerlandais.